# Петрова, Анастасия Дмитриевна
Анастасия Дмитриевна (Ася) Петрова (28 октября 1988, Ленинград) — прозаик, переводчик французской литературы. Лауреат премии «Книгуру». Доцент СПбГУ.

## Биография
Родилась в 1988 году в Ленинграде. Отец, Дмитрий Николаевич Петров, член Союза писателей России. Мать, Галина Владимировна Петрова, музыковед, старший научный сотрудник Института истории искусств.
Окончила филологический факультет Санкт-Петербургского государственного университета и аспирантуру университета Сорбонна Париж IV. Преподаёт в СПбГУ на кафедре романской филологии. Доцент СПбГУ. Доктор Сорбонны.
В 2015 году вышла замуж за детского писателя, поэта и переводчика Михаила Яснова.
Дети: Арсений-Фердинанд Денисович Веселов. Родился в 2022 году. Сын Аси Петровой и издателя Дениса Веселова.
Член гильдии «Мастера литературного перевода» и Союза писателей Санкт-Петербурга, а также Международного Совета по детской книге IBBY. Автор произведений для детей и взрослых и более 50 книг переводов, в том числе Ф. Клоделя, Ж. Лафорга, М. Эме, Э.-Э. Шмитта, Т. де Фомбеля, Б. Фрио, Г. Аполлинера, Вольтера и др.
В 2023 году возглавила детский импринт «Волки на парашютах». Редакция Аси Петровой, представляемая юридическим лицом издательством «Смарт Бук», вошла в состав холдинга «T8group». Одновременно стала Председателем премии «Волки на парашютах» за «Самый крутой роман для детей, который захотят прочитать все». Премиальный фонд: 1 миллион рублей. Премия вручается в одной номинации.
Ася Петрова регулярно входит в состав жюри престижных литературных премий и обучает молодых писателей на семинарах по всей стране.
С 2022 года руководит магистратурой «Петербургская школа литературного перевода» в СПбГУ.

## Премии
- 2010 год — сборник рассказов «Волки на парашютах» вошли в лонг-лист премии «Baby-НОС»[5].
- 2011 год — первая премия «Книгуру» за сборник рассказов «Волки на парашютах»[6].
- 2014 год — сборник «Взрослые молчат» вошёл в лонг-лист премии «Дебют» в номинации «малая проза»[7].
- 2014 год — книга «Короли мира» вошла в шорт-лист 24-го конкурса АСКИ (Ассоциации книгоиздателей России) в номинации «Лучшая книга для детей и юношества»[8].
- 2015 год — Всероссийская литературная премия им. С. Маршака в номинации «Дебют в детской литературе» за книгу «Короли мира»[9].
- 2016 год — книга «Мечты на букву „ч“» вошла в шорт-лист номинации «Стихи и сказки для самых маленьких»[10].
- 2018 год — Почётный диплом Одесской международной литературной премии имени Исаака Бабеля за лучший рассказ на русском языке — рассказ «Вратарь по жизни»[11].
- 2018 год — Почётный диплом IBBY (премии имени Х. К. Андерсена) Международного совета по детской книге
- 2021 год — Книга «Лучшая» вошла в лонг-лист премии «Книгуру»[12]
- 2023 год — роман «Свободная страна» вошёл в шорт-лист премии «Гипертекст»[13].
- 2023 год — премия П. Бажова за роман «Свободная страна»
- 2023 год — премия С. Т. Аксакова за книгу «Лучшая».
- 2023 год — премия «Золотое звено» за рассказ «Необъятное»
- 2023 год — полуфиналист премии «Большая сказка за повесть» «Бесстрашная сказка»

## Список произведений
- Волки на парашютах. — СПб.: Детгиз, 2012.
- Чувства, у которых болят зубы. — М.: Премудрый сверчок, 2013.
- Кто не умер, танцуйте диско. — М.: БММ, 2013.
- Короли мира. — М.: Серафим и София, 2014.
- Взрослые молчат. — СПб: Чёрная речка, 2015.
- Три жизни врозь. — М.: БММ, Пальмира, 2017.
- Последняя треть темноты. — СПб: Лимбус Пресс, 2017.
- Наверно, я ещё маленький. — М.: Рипол-классик, 2018.
- А у нашей кошки есть бабушка? — М.: МИФ, 2019.
- Никогда не разговаривайте с волшебниками. — М: ИДМ, 2019.
- Кто что скажет — все равно: рассказы / худож. А. Юфа. — М.: РОСМЭН, 2020. — 80 с.: ил.
- Свободная страна. — М.: Эксмо, 2021.
- Лучшая. — Спб.: Чёрная речка, 2021.
- Скажи люблю, а то хуже будет. — Спб.: Чёрная речка, 2021.
- Всё-всё-всё о Вите. Волки на парашютах и другие истории. — Москва: Росмэн, 2022.
- Бесстрашная сказка. — Спб: Чёрная речка, 2023.
- Серия книжек-картонок «Где твой цветок?», «Где твой друг?», Где твой Новый год?" и др. — Спб.:Чёрная речка. Волки на парашютах. Реакция Аси Петровой, 2023.
- Волки на парашютах: И никакой скуки! — Спб.:Чёрная речка. Волки на парашютах. Реакция Аси Петровой, 2023.